# Выборы в Совет Безопасности ООН (2006)
Выборы в СБ ООН прошли 16 октября 2006 года на 61 ГА ООН в Штаб-квартире ООН.
Новыми непостоянными членами Совета безопасности ООН на 2 года избраны ЮАР, Индонезия, Панама, Бельгия и Италия. Свою работу в Совбезе они начали с 1 января 2007 года. Непал, Гватемала и Венесуэла также претендовавшие на место в Совете безопасности, не получили нужного количества голосов.
Если первые три члена были бесспорными и один оспаривался, но был решен уже в первом туре, то гонка стран из Латинской Америки и Карибского бассейна за членство продолжалось в течение почти беспрецедентных 48 туров голосования на протяжении трех недель. Генеральная Ассамблея не смогла сделать выбор между Гватемалой и Венесуэлой, и вопрос был решен только тогда, когда они обе согласились снять свои кандидатуры и назначить Панаму вместо на это место.

## Географическое распределение
В соответствии с правилами географического распределения из непостоянных членов Совета безопасности, а также сложившейся практикой, члены избирались следующим образом: один из Африки, один из Азии, один из стран Латинской Америки и Карибского бассейна, и два из Западной Европы.